# Remi Descheemaecker
Remi Descheemaecker (14 februari 1946) is een Belgisch voormalig motorcrosser.

## Levensloop
Descheemaecker werd Belgisch kampioen zijspancross in 1975 en werd vijfmaal tweede en eenmaal derde in het BK. Daarnaast behaalde hij in 1971 de IMBA EK-eindzege. Bakkenisten waren onder meer Jack Bax, Rudy Van Rigt, Danny Broux, Rene Van Rijt, Eric Martens, Albert Jans en Dick Van den Dijk.

## Palmares
- Europees kampioenschap (IMBA): 1971

- Belgisch kampioenschap (BMB): 1975
- Belgisch kampioenschap (BMB): 1973, 1974, 1976, 1978 en 1980
- Belgisch kampioenschap (BMB): 1972